# Тихон Тивериополски
Вижте пояснителната страница за други личности с името Тихон.
Тихон е български духовник, тивериополски титулярен епископ на Българската православна църква от 6 юли 2003 година  и патриаршески викарий от 10 юни 2014 година.

## Биография
Роден е на 26 май 1945 година със светското име Христо Георгиев Иванов в Щутгарт, Германия. Майка му Елисавета е германка, а баща му Георги Христов е българин – оперен певец. Внук е на дарителката Велика Попданаилова. Кръстен е в руската църква в града „Свети Николай“, тогава под управлението на Руската православна църква зад граница. В 1946 година семейството му се връща в България. Завършва средно образование в Седмо училище. От 1959 година Христо Иванов започва да учи в Софийската духовна семинария при гара Черепиш, която завършва в 1965 година. Класен наставник в семинарията му е бъдещият митрополит Симеон Западно и Средноевропейски. От 1967 г. до 1971 година учи в Софийската духовна академия „Свети Климент Охридски“, където е съученик с бъдещия патриарх Неофит Български. Дипломната му работа е на тема „Единството на църквата“. Като студент е сред основателите на хор „Йоан Кукузел“. От 1967 до 1975 година е патриаршески иподякон при патриаршеската катедрала „Свети Александър Невски“ в София. Служи като певец в храма „Света София“. От 1971 г. до 1973 г. е технически редактор и коректор на „Църковен вестник“ и на списание „Духовна култура“. През 1973 година до 1975 година е библиотекар на Светия синод.
Тъй като майка му е германка, е преследван от властите и интерниран в провинцията. В 1977 г. се изселва в Германия, където от 1978 до 1981 година учи в средно медицинско училище и след това работи като фелдшер в болница в Щутгарт. От 1980 г. до 2000 г. е секретар на епископ Симеон Главиницки, от 1986 г. митрополит Симеон Западно и Средноевропейски. Жени се и има две деца. По-късно се развежда и на 11 ноември 2000 година в Берлин е постриган в монашество от митрополит Симеон, който на 12 ноември го ръкополага за дякон. На 19 ноември 2000 г. е ръкоположен за йеромонах от архиепископ Теофан Берлински и Германски от Руската православна църква в град Берлин и в края на същата година е назначен за протосингел на Българската източноправославна епархия в Западна и Средна Европа. На 8 юли 2001 година в „Свети Седмочисленици“ е възведен в архимандритско дойстойнство.
На 6 юли 2003 година в патриаршеската катедрала „Свети Александър Невски“ е ръкоположен за епископ с титла Тивериополски и е назначен за викарий на митрополит Симеон. Хиротонията е извършена от патриарх Максим Български в съслужение с митрополитите Калиник Врачански, Дометиан Видински, Кирил Варненски и Великопреславски, Симеон Западно и Средноевропейски , Неофит Русенски, Игнатий Плевенски, Галактион Старозагорски, Гавриил Ловчански и епископите Иларион Траянополски, Теодосий Деволски, Евлогий Адрианополски и Павел Левкийски. Хиротонията му е в нарушение на устава на Българската православна църква, който изисква 10-годишно монашество преди епископска хиротония.
Епископ Тихон е председател на църковната община „Св. св. Кирил и Методий“ в Рим в църквата „Св. св. Викентий и Анастасий“.
В 2004 година епископ Тихон Тивериополски е един от епископите на Българска Православна Църква които дават титлата „архонт на Българската православна църква“ на заслужили според тях граждани- основно големи дарители и представители на бизнеса.
На 1 декември 2009 година Светият синод освобождава митрополит Симеон и викария му епископ Тихон от заеманите длъжности на основание, че митрополит Симеон много години живее извън епархията си. Според медиите епископ Тихон е подозиран в прокатолически действия.
На 22 декември 2009 година, след решението на Синода от 1 декември 2009 година, поема функциите на председател на църковното настоятелство на патриаршеската катедрала „Свети Александър Невски“ от епископ Наум Стобийски.
На 16 март 2014 година на епархиалните избори в Русенската епархия измежду Крупнишкия епископ Инокентий, Месемврийския епископ Иаков, Величкия епископ Сионий, Драговитийския епископ Даниил, Траянополския епископ Киприан, Главиницкия епископ Йоан и Браницкия епископ Григорий, епископ Тихон е избран, заедно с епископ Наум Стобийски като кандидат за митрополит. На 23 март Синодът избира с мнозинство епископ Наум.
На 15 юни 2014 година е назначен за  викарий на патриарха на България.
На 10 декември 2015 година Светият синод го освобождава от поста Председател на настоятелството на патриаршеския храм „Свети Александър Невски“ и го заменя с архимандрит Дионисий Мишев.
Тихон Тивериополски е първият духовник в България, и вторият българин който се ваксинира срещу коронавирус на 27 декември 2020 година в столичната болница „Света Анна“, веднага след като инжекция е поставена и на здравния министър Костадин Ангелов.